# Gaetano Filangieri
Gaetano Filangieri, född 22 augusti 1753 i San Sebastiano al Vesuvio, död 21 juli 1788 i Vico Equense, var en italiensk filosof och jurist. Han var far till Carlo Filangieri.
Filangieri levde vid bourbonernas neapolitanska hov och var en av de mest framträdande målsmännen för upplysningsrörelsen i Syditalien. Hans ofullbordade arbete La scienza della legislazione (4 band, 1780–1785) har liknande syfte som Montesquieus De l'esprit des lois.